# Острожский уезд
Остро́жский уе́зд — административная единица в составе Волынской губернии Российской империи, существовавшая c 1795 года по 1921 год. Административный центр — город Острог.

## История
Уезд образован в 1795 году в составе Волынского наместничества. В 1796 году уезд вошёл в состав Волынской губернии. В 1921 году территория уезда согласно Рижского договора вошла в состав Острогского повята Волынского воеводства Польши.

## Население
По переписи 1897 года население уезда составляло 169 351 человек, в том числе в городе Острог — 14 749 жит.

### Национальный состав
Национальный состав по переписи 1897 года:
- украинцы (малороссы) — 129 920 чел. (76,7 %),
- евреи — 18 283 чел. (10,8 %),
- поляки — 11 198 чел. (6,6 %),
- русские — 4158 чел. (2,5 %),
- чехи — 2696 чел. (1,6 %),
- немцы — 2522 чел. (1,5 %),

## Административное деление
В 1913 году в состав уезда входило 14 волостей: 
| - Аннопольская — м. Аннополь, - Бугринская — с. Бугрин, - Гощская — м. Гоща, - Должинская — с. Должан, - Здолбицская — с. Здолбица, - Кривинская — с. Кривин, - Куневская — м. Кунев, | - Ляховецкая — м. Ляховцы, - Перерословская — с. Перерослое, - Плужинская — с. Плужное, - Семеновская — с. Семенов, - Сиянецкая — с. Сиянцы, - Униевская — с. Униев, - Хоровская — с. Хоров, |